# Anthodiscus amazonicus
Anthodiscus amazonicus är en tvåhjärtbladig växtart som beskrevs av Henry Allan Gleason och Albert Charles Smith. Anthodiscus amazonicus ingår i släktet Anthodiscus och familjen Caryocaraceae. Inga underarter finns listade i Catalogue of Life.